# Aspidelectra zhoushanica
Aspidelectra zhoushanica is een mosdiertjessoort uit de familie van de Electridae. De wetenschappelijke naam van de soort is voor het eerst geldig gepubliceerd door Wang in 1989.